# Schloss Thannegg
Das Schloss Thannegg zu Moosheim (auch Schloss Moosheim, Schloss Thonegg) liegt in Michaelerberg in der Steiermark. Es steht unter Denkmalschutz (Listeneintrag). Schloss Thannegg liegt im Michaelerberger Ortsteil Moosheim, rechts der Enns. Das Altschloss umschließt gemeinsam mit den ehemaligen Wirtschaftsbauten Pfarrhof und Kapuzinerstöckl hufeisenförmig einen Hof. Reste der Umfassungsmauern sind noch erhalten. Der alte Graben kann nur mehr erahnt werden. Eine Besichtigung ist im Rahmen des Hotelbetriebes möglich.

## Geschichte

### Chronik

Stammwappen der Familie Mosheim

Die Aufzeichnungen über das „Altschloss“ mit Turm und Kirche von Sankt Michael reichen bis in das Jahr 1150 zurück, die Urbare über Pfarrhof und Kapuzinerstöckl bis ins 16. Jhdt.
In der ersten Hälfte des 14. Jahrhunderts belehnten die Herren von Wildon Eckbert von Thann mit mehreren Gütern in der Sölk. Möglicherweise begann bereits er mit dem Ausbau des Hofes in einen Edelsitz. Er gab aber seinerseits das Gut als Afterlehen an Amelreich von Sankt Michael weiter. 1346 verkaufte dessen Witwe den Hof an den Bischof von Chiemsee, wobei Eckbert von Thann auf seine Lehenshoheit verzichtete.
1369 scheint Markwart von Thanpeck, der Richter in Admont war, als Besitzer des Schlosses auf. Dieser wurde damals bereits Thanneck genannt. Um die Türkensteuer aufbringen zu können, verkaufte 1529 der Bischof von Chiemsee den „Sitz zu St. Michael“ an Bartholomäus von Moosheim. Sein Enkel Benedikt begann im späteren 16. Jahrhundert mit dem Ausbau des Schlosses. An das Altschloss wurden zwei Seitenflügel, der Pfarrhof und das Kapuzinerstöckl angefügt.
Im Pfarrhof des Schlosses Thannegg, gegenüber der Kirche St. Michael, befand sich die Wohnung des Pfarrers und eine Schule.
Gegen Ende des 16. Jahrhunderts wurde im Schloss eine Kreidfeuerstation eingerichtet. Die hohen Kosten für den Schlossbau, aber auch die starken Unwetter, die zwischen 1567 und 1580 mehrfach die Ernten vernichteten, führten zum finanziellen Niedergang der Herren von Moosheim. Thannegg wurde daher zuerst 1599 an Johanna von Rorbach verpfändet und schließlich an Achatz Hagen zu Niederdorf verkauft. Da dieser den Kaufpreis nicht erlegen konnte, nahmen die Moosheimer das Gut wieder zurück und verkauften es 1642 endgültig an den Gröbminger Bürger Franz Schörkhmayr. Sie selbst hatten zuvor als die letzten lutherischen Adeligen des Ennstales das Land verlassen müssen. Ein Nachfahre war Johann Lorenz von Mosheim. Franz Schörkhmayrs gleichnamiger Sohn veräußerte Thannegg 1671 an Graf Peter Bonaventura von Crollolanza.
1777 erwarb Karl Graf von Stainach den Besitz, den er von seinem Schloss Stainach aus verwalten ließ. Im Wege einer öffentlichen Versteigerung ging Moosheim 1810 an Alois Graf Khuenburg über. 1819 erwarb Franz Ritter von Friedau das Schloss, auf den bald zahlreiche Besitzer folgten.
1911 wurde es von der Gemeinde Michaelerberg erworben und als Armenhaus verwendet. Im ersten Viertel des 20. Jahrhunderts war das Gebäude bereits fast zur Ruine verkommen. Daran konnten auch die adeligen, aber nur kurzzeitigen Eigentümer Graf Charles Henry Bardeau (1919) und Fürst Colloredo (1929) nichts ändern. 1941 wurde von der Gemeinde Michaelerberg, die 1933 das Altschloss neuerlich erworben hatte, dieses teilweise abgetragen und die Steine zum Straßenbau verwendet. 1984/85 erwarben die jetzigen Besitzer, Ernst und Gerlinde Schrempf, die nahezu unbewohnbare Ruine, revitalisierten das Gemäuer und verwandelten Schloss Thannegg zu Moosheim in ein Schlosshotel.

### Baugeschichtliche Einordnung
Das vorwiegend dreigeschoßige Gebäude ist recht schlicht gehalten. Sein einziger baulicher Schmuck ist ein über dem Eingangstor vorspringender Erker. Im Hof haben sich Reste von Renaissance-Sgraffitodekorationen erhalten. Die einzelnen Gebäudetrakte sind mit Schopfwalmdächer versehen.
Durch die zeitweise Verwendung als Armenhaus hat sich von der einstigen Innenausstattung nur wenig erhalten. Das Schloss musste für seine Verwendung als Hotel neu adaptiert und eingerichtet werden. Bei Grabungsarbeiten wurde 2002/03 im Tiefkeller ein Gewölbe aus dem Jahr 1150 freigelegt. Dabei kam der originale Steinboden wieder zum Vorschein.
Unmittelbar neben dem Schloss liegt die kleine spätromanische St.-Michaels-Kirche, die als Schlosskirche diente. Sie zeigt eine Rundapsis sowie frühgotische Fenster. Genealogisch interessant ist das Fragment der Stammtafel der Moosheimer auf der Rückseite des Altars.